# Superammasso dell'Aquario
Il Superammasso dell'Aquario (SCl 004) è un superammasso di galassie situato nella costellazione della Balena alla distanza di 366 milioni di parsec dalla Terra (oltre 1,1 miliardi di anni luce).
Si stima una lunghezza di circa 100 milioni di parsec.
È formato dagli ammassi di galassie Abell 13, Abell 2682, Abell 2710, Abell 2719 e Abell 2756.
| Nome       | R.A. (J2000)  | Dec (J2000)  | Numero galassie | Redshift (z) | Distanza (milioni di anni luce) | Nome alternativo                        |
| ---------- | ------------- | ------------ | --------------- | ------------ | ------------------------------- | --------------------------------------- |
| Abell 13   | 00h 13m 38.3s | -19° 30′ 08″ | 92              | 0,0943       | 1,171                           | MCXC J0013.6-1930, BAX 003.4103-19.5053 |
| Abell 2682 | 23h 57m 28.2s | -20° 33′ 18″ | 64              |              |                                 |                                         |
| Abell 2710 | 00h 06m 39.3s | -15° 22′ 18″ | 64              | 0,1004       | 1,242                           |                                         |
| Abell 2719 | 00h 04m 01.1s | -23° 07′ 05″ | 41              | 0,098088     | 1,216                           | APMCC 007                               |
| Abell 2756 | 00h 17m 50.0s | -19° 18′ 20″ | 79              |              |                                 |                                         |